# Берклу
Берклу (фр. Bercloux) насеље је и општина у западној Француској у региону Поату-Шарант, у департману Приморски Шарант која припада префектури Сен Жан д'Анжели.
По подацима из 2011. године у општини је живело 437 становника, а густина насељености је износила 46,74 становника/km². Општина се простире на површини од 9,35 km². Налази се на средњој надморској висини од 40 метара (максималној 61 m, а минималној 25 m).

## Демографија
| 1962. | 1968. | 1975. | 1982. | 1990. | 1999. | 2011. |
| ----- | ----- | ----- | ----- | ----- | ----- | ----- |
| 346   | 381   | 365   | 332   | 312   | 325   | 437   |

График промене броја становника у току последњих година